# Гумени глави
„Гумени Глави“ е българска рап група, сформирана във Варна от Мишо Шамара и Вальо Кита през 1994 г.

## Дискография
- 1994 – Квартал № 41
- 1995 – Гуми втора употреба
- 1996 – Ремиксове '96
- 1997 – За повече пари
- 1998 – За още повече пари
- 1998 – Банда „Гумени глави“
- 1999 – 2999
- 2000 – The best
- 2004 – 10 години
- 2017 – Gumeni Glavi The Best (Remixed & Remastered)